# Фантасмагор
„Фантасмагор“ (на английски: Bogus) е американски фентъзи филм от 1996 г. на режисьора Норман Джуисън, по сценарий на Алвин Сарджънт, и участват Упи Голдбърг, Жерар Депардийо и Хейли Джоел Осмънт. Той е заснет в Канада и Ню Джърси.

## Сюжет
Албърт е сирак, син на цирков артист, изпратен да живее с приемната сестра на майка си, Хариет, бизнесдама живееща в Ню Джърси. Алберт мрази това, но намира убежище в компанията на Богус, пищен, нежен, любящ и като цяло въображаем французин. С помощта на Богус, ще може ли Албърт да се примири със смъртта на майка си?